# Edita Kubelskienė
Edita Kubelskienė (1 de marzo de 1974) es una deportista lituana que compitió en ciclismo en la modalidad de pista. Ganó una medalla de plata en el Campeonato Mundial de Ciclismo en Pista de 2003, en la carrera por puntos.

## Medallero internacional
| Campeonato Mundial | Campeonato Mundial   | Campeonato Mundial | Campeonato Mundial |
| Año                | Lugar                | Medalla            | Competición        |
| ------------------ | -------------------- | ------------------ | ------------------ |
| 2003               | Stuttgart (Alemania) | Medalla de plata   | Puntuación         |